# (6248) 1991 BM2
1991 بي أم 2 (ويعرف أيضًا باسم (6248) 1991 بي أم 2 وفق تسمية الكوكب الصغير) (بالإنجليزية: 1991 BM2)‏ هو كويكب ضمن حزام الكويكبات؛ وترتيبه 6248 من حيث الاكتشاف.
اكتُشف هذا الجُرم الفلكي بواسطة Zdeňka Vávrová ‏ في 17 يناير 1991.

## وصلات خارجية
- (6248) 1991 BM2 في قاعدة بيانات مختبر الدفع النفاث لأجرام النظام الشمسي الصغيرة

- الاكتشاف · مخطط المدار ·  العناصر المدارية · المعلمات المادية

- (6248) 1991 BM2 على موقع ويكي سكاي: DSS2, SDSS, GALEX, IRAS, Hydrogen α, X-Ray, Astrophoto, Sky Map, Articles and images